# Brügger & Thomet MP9
Brügger & Thomet MP9 là loại súng tiểu liên được phát triển bởi công ty Brügger & Thomet tại Thụy Sĩ. Trên thực tế thì súng được phát triển với tên Steyr TMP năm 1992 bởi công ty Steyr-Mannlicher tại Áo nhưng do gặp khó khăn trong việc đăng ký để xuất khẩu theo luật Áo nên Steyr đã bỏ việc chế tạo loại súng này vào năm 2001 và công ty Brügger & Thomet đã mua lại thiết kế và phát triển hoàn thiện hơn với tên MP9. Súng đã được trang bị cho một số lực lượng cảnh sát tại Thụy Sĩ để sử dụng.

## Thiết kế
MP9 sử dụng cơ chế nạp đạn bằng độ giật lùi nòng ngắn với nòng xoay để khóa mở cũng như thoi nạp đạn bọc nòng. Thân súng được làm bằng nhựa tổng hợp để có trọng lượng nhẹ vì thế nó có thể có màu tùy thích. Súng bắn với thoi nạp đạn đóng để có độ chính xác tốt hơn, nó có ba cơ chế khóa an toàn là nút chọn chế độ bắn, khóa cố định cò và khóa an toàn phòng ngừa rơi súng. Nòng súng có rẵng để gắng các phụ kiện như ống hãm thanh.
Hệ thống nhắm cơ bản của súng là điểm ruồi nhưng có thể gắn thêm các hệ thống nhắm khác phù hợp hơn với thanh răng phía trên thân súng. Hộp đạn rời của súng có thể chứa 15, 20, 25 hay 30 viên với hai hàng đạn.